# Telomtheorie
Die Telomtheorie beschreibt das Entstehen des komplexen morphologischen Aufbaus der Landpflanzen aus einfach gebauten, an Algen erinnernden sogenannten Urlandpflanzen. Begründer dieser einflussreichen Theorie zur Erklärung von evolutionären Veränderungen während der Frühphase der pflanzlichen Landbesiedelung war Walter Zimmermann 1930.
Als Telome (Singular: Telom) bezeichnete er die allenfalls geringfügig differenzierten, unverzweigten Abschnitte der ersten Landpflanzen. Ein Telom ist also ein achsenförmiges Grundorgan. Es beginnt Zimmermann zufolge basal an der Abzweigung eines anderen Teloms und endet apikal entweder an der Sprossspitze oder an einer weiteren Verzweigung.
Der Telomtheorie liegt die Analyse von Fossilien zugrunde. Sie beruht auf der Annahme, dass sich der Kormus der heutigen Gefäßpflanzen (also insbesondere Wurzeln, Sprossachsen, Blätter und Sporangienstände) durch fünf „Elementarprozesse“ (Zimmermann) aus Urlandpflanzen ableiten lässt, die den als Fossil bekannten Arten von Rhynia und Aglaophyton geähnelt haben mögen:

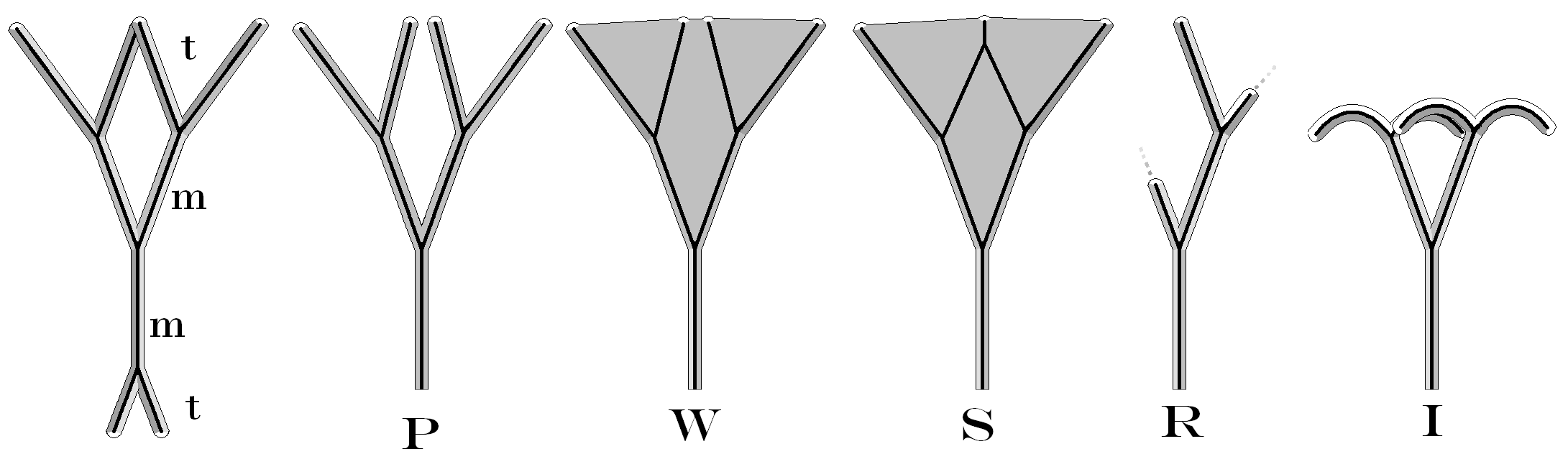

1. Übergipfelung: Von den zuvor nahezu symmetrisch-gabeligen, also sich gleichwertig verzweigenden und stets himmelwärts orientierten Sprossen wurde einer länger und kräftiger als der andere, so dass sich eine Differenzierung in Haupt- und Nebentriebe herausbildete.
2. Planation: Zuvor dreidimensional angeordnete Sprosse wurden gruppenweise in eine Ebene verlagert.
3. Verwachsung: Die durch Planation bereits in eine Ebene verlagerten Gruppen von Sprossen wurden durch Bindegewebe (Parenchym) miteinander verbunden; dies betraf sowohl die später als Blatt als auch die als Haupt- und Nebenachse („Stamm“ und „Ast“) zu bezeichnenden Organe.
4. Reduktion: Der durch Übergipfelung kleinere Seitenspross wurde – interpretierbar als extreme Übergipfelung – so stark verkürzt, dass nur noch ein einziger, ungegabelter Spross vorhanden war.
5. Einkrümmung: Einzelne endständige Telome (Sprossabschnitte nach der letzten Verzweigung) krümmten sich nach unten und wurden letztlich Sitz der Sporangien.

Der von Zimmermann 1930 formulierten Telomtheorie wird auch heute noch zugutegehalten, dass in ihr tatsächlich beobachtete Entwicklungsstadien in einem phylogenetisch plausiblen Schema zusammengefasst werden. Allerdings gilt das vor allem für die Verhältnisse bei ausgewachsenen Pflanzen, während deren Ontogenese kaum in die Theorie einbezogen wurde. Vorbehalte gegen die Anwendbarkeit seiner Theorie gibt es vor allem hinsichtlich der Evolution der Angiospermen, die Zimmermann aus sogenannten „Urtelomständen“ herleiten wollte.